# Успенське 2-е
Успенське 2-е (рос. Успенское 2-е) — присілок в Арзамаському районі Нижньогородської області Російської Федерації.
Населення становить 18 осіб. Входить до складу муніципального утворення Кириловська сільрада.

## Історія
Від 2009 року входить до складу муніципального утворення Кириловська сільрада.

## Населення
| 1999 | 2002 | 2010 |
| ---- | ---- | ---- |
| 55   | ↘36  | ↘18  |